# Spanje (personele unie)
Binnen een tijdspanne van ongeveer twee eeuwen refereerde de naam "Spanje" niet echt naar een officiële staat, maar naar het Iberische (oftewel Hispaanse) deel van de personele unie die het grootste deel van dit schiereiland onder controle had. Dit gebied is bij dezelfde onafhankelijke unie gaan horen toen de kroon van Castilië en de kroon van Aragón (ook een personele unie) samengingen.

## Geschiedenis
Koning Ferdinand II van Aragon trouwde in 1469 met de latere koningin Isabella I van Castilië (vanaf 1474).
Na de dood van Isabella regeerde schoonzoon Filips I van Castilië als regent van de koningin van Castilië, dochter Johanna. Filips was de zoon van keizer Maximiliaan van Oostenrijk en Maria van Bourgondië. Filips stierf in het jaar 1506, waarop koning Ferdinand II het regentschap overnam, terwijl hij ook koning van Aragon was. Sindsdien zijn de feitelijke heersers van Castilië en die van Aragon altijd dezelfde persoon gebleven. De Kroon van Aragon regeerde ook over Sardinië, Koninkrijk Sicilië en Koninkrijk Napels. Maria was heerser over het hertogdom Bourgondië en de Bourgondische Nederlanden.
Toen koningin Johanna in 1555 overleed, werd het feitelijke leiderschap over Castilië weer een erfelijk koningschap. Haar zoon en regent Karel V, die sinds 1516 ook koning van Aragon was na de dood van Ferdinand, werd toen koning van Castilië.
De ontdekking van Amerika door Christoffel Columbus in 1492 gefinancierd door Ferdinand en Isabella en de later verovering en stichting van de nieuwe koloniale onderrijken Nieuw-Spanje (1535) en Peru (1542), creëerde het grote Spaanse Rijk.
Er volgde nog de ontdekking in 1521 en later de verovering (1565-1571) door Spanje van de Filipijnen.
Ferdinand en Isabella, de Katholieke Koningen, veroverden het laatste Moorse rijk op Iberisch Schiereiland, het Koninkrijk Granada, en richtten de Spaanse Inquisitie op, die later een rol speelde in de Nederlanden tegen het protestantisme. 
Onder het regime van Habsburgse Filips II van Spanje (1556-1598), zoon van Karel V, begon de Tachtigjarige Oorlog (1568-1648) in de Nederlanden.
Karel II van Spanje 1665-1700 was de laatste Habsburgse koning van Spanje.

## Koninkrijk Spanje
Filips V van het Franse koningshuis Bourbon moderniseerde na het winnen van de Spaanse Successieoorlog Spanje tot een eenheidsstaat. Het Iberische landsdeel van de unie met de Balearen werd door de decreten van Nueva Planta (1707-1716) administratief en juridisch één gemaakt en ging over in het koninkrijk Spanje.

## Troonopvolgingen
Van 1479 tot 1555 vonden een aantal opvolgingen plaats die leidden tot de samensmelting van de kroon van Castilië en de kroon van Aragón:
| Periode   | Koning(in) van Castilië                                                                        | Koning(in) van Aragon                                                                          |
| --------- | ---------------------------------------------------------------------------------------------- | ---------------------------------------------------------------------------------------------- |
| 1479-1504 | Isabella* (koningin sinds 1474)                                                                | Ferdinand II*                                                                                  |
| 1504-1506 | Johanna (regent, man: Filips de Schone)                                                        | Ferdinand II*                                                                                  |
| 1506-1516 | Johanna (regent,vader : Ferdinand II)                                                          | Ferdinand II*                                                                                  |
| 1516-1555 | Johanna (regent, zoon: Karel V)                                                                | Karel V                                                                                        |
| 1555-1558 | Karel V                                                                                        | Karel V                                                                                        |
| 1558-1716 | Beide titels werden steeds door dezelfde persoon gedragen (Zie: lijst van koningen van Spanje) | Beide titels werden steeds door dezelfde persoon gedragen (Zie: lijst van koningen van Spanje) |

- Ferdinand had zeer veel invloed op de heerschappij die officieel in handen was van zijn vrouw Isabella.